# Jay Rock
Jay Rock, właśc. Johnny Reed McKinzie, Jr (ur. 31 marca 1985 w Los Angeles) – amerykański raper, piosenkarz, producent muzyczny i autor tekstów.

## Wczesne życie
Jay Rock urodził się 31 marca 1985 roku. Rock dorastał w Watts w Los Angeles w Kalifornii w Nickerson Gardens. W młodości został członkiem gangu Bounty Hunter Bloods i uczęszczał do Locke High School.

### 2005-2007: Początki
W 2005 r. Anthony "Top Dawg" Tiffith, dyrektor naczelny niezależnej wytwórni Top Dawg Entertainment (TDE), podpisał z Jayem kontrakt, po usłyszeniu jednego z jego wersów. Po podpisaniu kontraktu z TDE Rock opublikował kilka mixtape'ów w swojej okolicy i przez internet. Później Rock podpisał kontrakty z wytwórniami Asylum Records i Warner Bros. Records. W TDE Jay Rock poznał Kendrick Lamara z którym często współpracuje, a wraz z raperami Ab-Soul i ScHoolboy Q tworzą grupę Black Hippy.

## Kariera

### 2007-13:Follow Me Home
Rock wydał swój debiutancki singiel "All My Life (In the Ghetto)" pod koniec 2008 roku, w którym wystąpili gościnnie Lil Wayne i will.i.am. Singiel był promowany jako jeden z "darmowych pobrań na iTunes" na początku 2009 roku. W 2010 roku Rock pojawił się na okładce XXL Top 10 Freshmen. Został również nazwany przez MTV "jednym z przełomowych MC z 2010 roku. Jay Rock pojawił się w utworze artysty Omarion "Hoodie" który miał zostać wydany na trzecim studyjnym albumie piosenkarza Flo Ridy Only One Flo, ale ostatecznie nie znalazł się na liście utworów.
Mixtape Rocka Tales From the Hood 2 trafił do iTunes 28 marca 2010 roku, a kolejny From the Hood również w iTunes 24 lipca 2010 roku. Koncertował z 50 Centem i innymi raperami w "The Invitation Tour". Mniej więcej w tym samym czasie, opuścił wytwórnię Warner Bros, z powodu opóźnianego albumu. Jay podpisał kontrakt z niezależną wytwórnią Strange Music jesienią 2010 roku. Rock rozpoczął trasę o nazwie "Independent Grind National Tour" z Tech N9ne, E-40, Glasses Malone, Kutt Calhoun i Kendrick Lamarem. Kolejny mixtape Black Friday ukazał się 7 grudnia 2010 r. w iTunes.
21 czerwca 2011 roku Rock wydał swój drugi singiel "Hood Gone Love It" na którym gościnnie udzielił się Kendrick Lamar. Jego debiutancki album Follow Me Home został wydany 26 lipca 2011 roku przez wytwórnie: Strange Music i Top Dawg Entertainment. Album zadebiutował na 83 miejscu na liście Billboard 200, sprzedając się w 5300 egzemplarzach w pierwszym tygodniu. Utwór "Hood Gone Love It" pojawił się w zwiastunie Franklina, jednego z głównych bohaterów gry Grand Theft Auto V. Piosenkę można również usłyszeć w stacji radiowej "Radio Los Santos" w grze.
W 2012 r. Rock wyruszył w trasę z grupą Black Hippy i artystą Stalleyem. W październiku 2012 r. pojawienie się Rocka na debiutanckiej płycie Kendrick Lamara, good kid, m.A.A.d city, było bardzo znaczące, ponieważ był jedynym raperem z Black Hippy, który pojawił się w standardowej edycji albumu. Jay udzielił się w utworze "Money Trees", którego zwrotka została bardzo dobrze oceniona. Wraz z Kendrick Lamarem wykonał "Money Trees" na żywo, na BET Hip Hop Awards 2013. XXL nazwało jego zwrotkę "czwartą najlepszą zwrotką tej nocy".

### 2013-17:90059
W listopadzie 2013 r. Rock powiedział radiostacji Power 105, że jego drugi album studyjny zostanie wydany w 2014 r. Wraz ujawnieniem 56. nominacji do nagród Grammy, powiedziano, że Rock został nominowany do kategorii "Album Roku" za swój udział w albumie good kid, m.A.A.d city. Po wydaniu albumu These Days... autorstwa Ab-Soul, w czerwcu 2014 roku, dyrektor generalny TDE potwierdził, że Jay Rock będzie następnym artystą z wytwórni, który wyda album. 90059 ukazał się 11 września 2015 zajmując 16 miejsce na Billboard 200.
We wrześniu 2014 roku Tech N9ne oznajmił, że Jay opuścił wytwórnię Strange Music, i teraz ma kontrakt tylko w Top Dawg Entertainment. 29 października 2014 r. Jay Rock wydał piosenkę "Pay for It", w której pojawili Kendrick Lamar i Chantal Kreviazuk. 15 listopada 2014 r. Rock pojawił się w komedii kręconej na żywo w telewizji NBC, i programie Saturday Night Live, gdzie wraz z Kendrickiem wykonał na żywo "Pay For It".
15 lutego 2016 r. Jay Rock był zamieszany w wypadek motocyklowy według prezesa Top Dawg Entertainment, Anthony'ego Tiffitha. Według Complex, czuł się dobrze, ale miał wiele złamanych kości. Po spędzonym czasie na chirurgii, powrócił do zdrowia.

### Od 2018: Redemption
12 stycznia 2018 roku Jay Rock wydał singiel "King's Dead" z udziałem Kendrick Lamara, Future'a i Jamesa Blake'a. Jest to zarazem pierwsza piosenka Jaya, która znalazła się na liście Billboard Hot 100 zajmując 21 miejsce. Singiel został wyprodukowany przez Mike Will Made It i Teddy'ego Waltona, która miał być jednocześnie singlem promującym jego trzeci studyjny album oraz singlem ze ścieżki dźwiękowej Black Panther: The Album. 16 maja 2018 roku wydał singiel "Win", który służył jako drugi singiel z jego trzeciego albumu.
Album zatytułowany Redemption został ogłoszony 21 maja 2018 roku, wraz z okładką i datą premiery. Album ukazał się 15 czerwca 2018 roku, zajmując 11 miejsce na Billboard 200.